# Kučukalića kuća u Bosanskom Šamcu
Kučukalića kuća je obiteljska kuća Kučukalića u Bosanskom Šamcu. Ponekad se naziva Begova kuća i Stara knjižnica. Nalazi se u glavnoj ulici, u središtu Bosanskog Šamca.

## Opis
Kuću su sagradili brčanski poduzetnik Ali-aga i njegov sin Fehim-aga Kučukalić. Izgrađena je u periodu od 1898. do 1904. godine. Kuću su gradili talijanski majstori u presudomaurskom stilu, a arhitekta je bio Aleksandar Vitek, koji je projektovao Gradsku vijećnicu i Kučukalića kuću u Brčkom. Kada je izgrađena, Kučukalića kuća je bila najljepša kuća u Bosanskom Šamcu.
U ovoj klasičnoj vili poslije Drugog svjetskog rata rata bila je smještena ambulanta, potom gradska knjižnica do 1981. godine. Od 1981. godine knjižnica je preselјena u Spomen dom "Mitar Trifunović Učo" nakon toga je u kuću smješten Sud za prekršaje.
Kučukalića kuća je restaurirana 2019. godine.

## Vanjski povezice
- Šamac: Druga faza sanacije Stare biblioteke